# Bathysolea profundicola
Bathysolea profundicola pesce osseo di profondità della famiglia Soleidae.

## Distribuzione e habitat
Il suo areale comprende l'Oceano Atlantico orientale tra l'Angola e l'Irlanda del sud. È presente ma non comune nel mar Mediterraneo. 
Si incontra sui fondi molli della scarpata continentale, tra qualche centinaio di metri e 1300 metri.

## Descrizione
Ha un aspetto simile ai membri del genere Solea come la sogliola comune. Se ne può distinguere, oltre che per l'ambiente di vita batiale o abissale, anche per alcuni caratteri morfologici:
- la pinna pettorale destra è poco sviluppata, con non più di 5 raggi; la sinistra è molto ridotta
- la pinna anale e la pinna dorsale sono unite da una membrana alla pinna caudale
- il bordo dell'opercolo e l'interno di bocca e branchie ha colore nero
- pinna anale e dorsale di colore molto scuro.

Il colore è brunastro uniforme o con macchie sfumate sul lato oculare.
Misura fino a 21 cm.

## Alimentazione
Si ciba di crostacei anfipodi e policheti.

## Pesca
Viene catturato occasionalmente con le reti a strascico ma non ha nessun valore economico.